# Col des Champs
Der Bergpass Col des Champs in den französischen Seealpen verbindet den Ort Colmars im Tal des Verdon mit dem Ort Saint-Martin-d’Entraunes im Tal des Var in der Region Provence-Alpes-Côte d’Azur. Er ist eine Verbindung vom Col d’Allos zum Col de la Cayolle. Auf dem 2087 m hohen Passgipfel, der die Grenze zwischen den Départements Alpes-Maritimes und Alpes-de-Haute-Provence darstellt, befindet sich kein Gasthaus und keine Schutzhütte.

## Infrastruktur (Stand 2015)
Die Straße über den Pass ist zwar durchweg asphaltiert, die Abfahrt vom Gipfel nach Colmars ist jedoch sehr eng und im oberen Bereich von vielen tiefen Wasserrinnen durchzogen. Im weiteren Verlauf ist der Asphalt streckenweise in einem sehr schlechten Zustand. Es finden sich viele Bodenwellen, Schlaglöcher und Schotter. Nur auf den letzten sieben bis acht Kilometern vor Colmars wurde der Asphalt erneuert (Stand August 2015). Die Seite zwischen dem Gipfel und Saint-Martin-d’Entraunes ist dahingegen in gutem Zustand (Stand August 2015).
Der französische Fernwanderweg GR 52A führt ebenfalls über den Col des Champs und verbindet Colmars mit Entraunes.

## Rennradfahren
Der Col des Champs bildet zusammen mit dem Col d’Allos und dem Col de la Cayolle eine beliebte Rundstrecke für Rennradfahrer. Der Aufstieg von Colmars ist in Abständen von ungefähr einem Kilometer mit speziellen Schildern für Radfahrer ausgestattet.

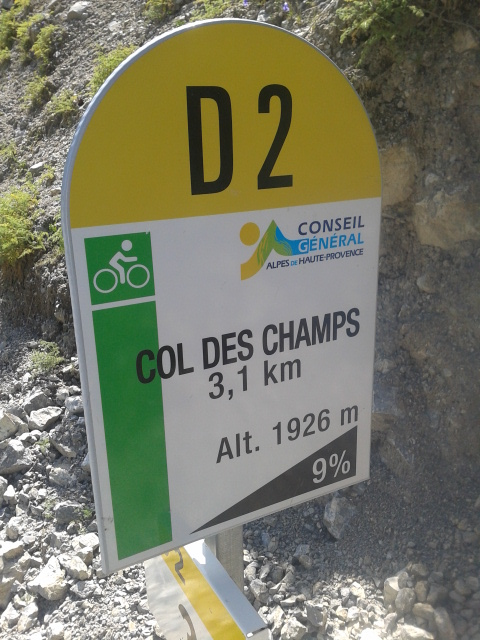
Eine der speziellen Kilometermarken für Radfahrer im Anstieg von Colmars